# 1242

## Събития
- Армения е превзета от монголците